# جوليس براء
جوليس براء هو سياسي بلجيكي، ولد في 23 أغسطس 1835 في تورناي في بلجيكا، وتوفي في 26 يونيو 1900 في إقليم بروكسل العاصمة في بلجيكا. انتخب عضو مجلس الشيوخ البلجيكي وانتخب عضو مجلس النواب من بلجيكا.